# Geschichte der Vereinigten Arabischen Emirate
Die Geschichte der Vereinigten Arabischen Emirate umfasst die Entwicklungen auf dem Gebiet der Vereinigten Arabischen Emirate von der Urgeschichte bis zur Gegenwart.  

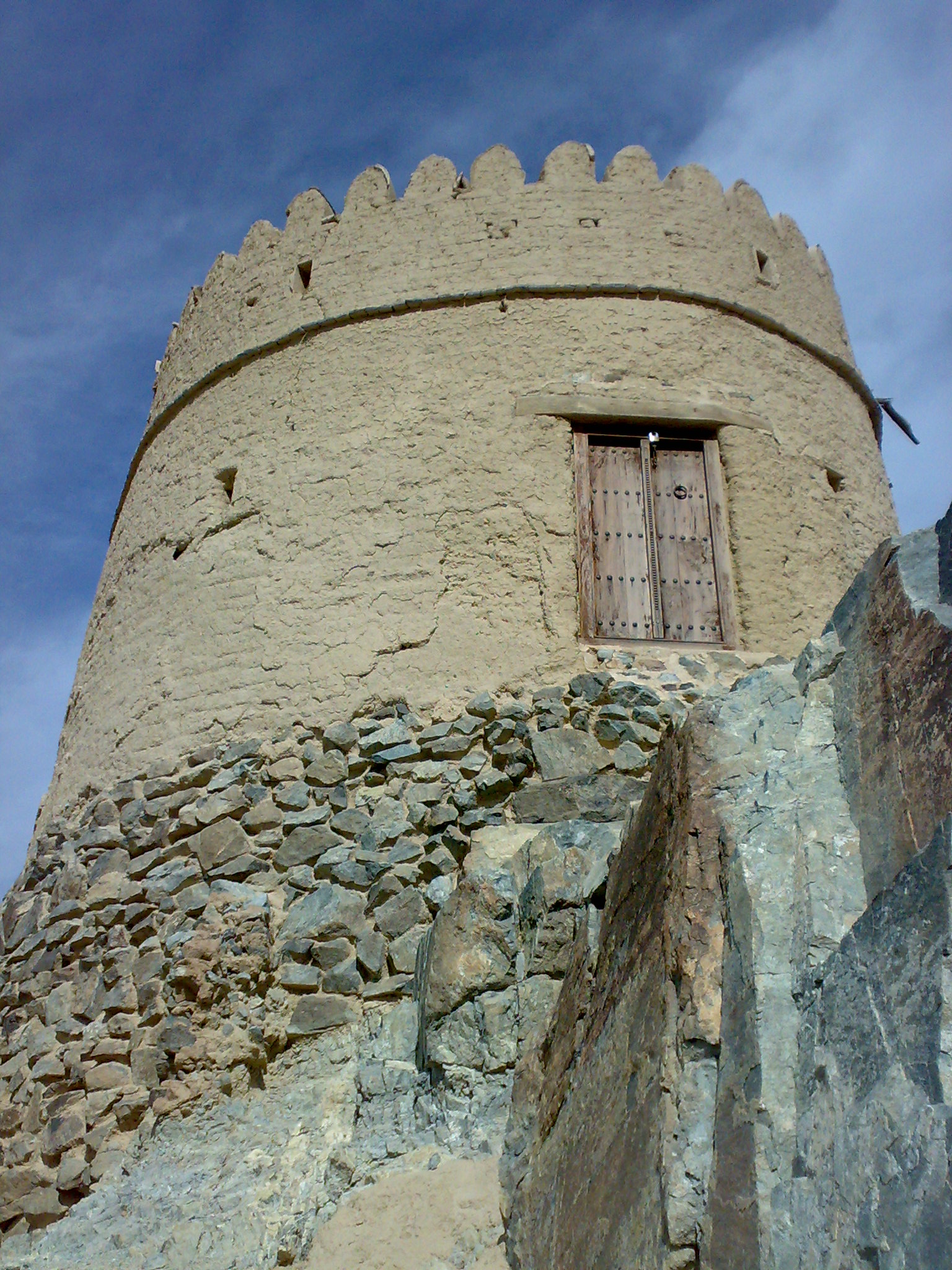
Ein Wachturm aus dem 18. Jahrhundert in Hatta

## Frühgeschichte
Die ältesten Siedlungsbelege für anatomisch moderne Menschen sind rund 210.000 Jahre alt und stammen aus der Fundstätte Jebel Faya im Emirat Schardscha.
Archäologische Funde auf der Insel Umm an-Nar bei Abu Dhabi lassen auf eine Besiedlung schon im 4. Jahrtausend v. Chr. schließen. Bei al-Ain fanden sich außerdem Zeugnisse einer um 2500 v. Chr. datierten Kultur, die im Hadschar-Gebirge Kupfer abbaute und damit handelte. Der Fernhandel erhielt durch die Domestizierung des Kamels am Ende des 2. Jahrtausends v. Chr. einen großen Aufschwung.
An den Landweg von Syrien in den heutigen südlichen Irak schloss sich der Seeweg über den Persischen Golf nach Indien, unter anderem über den wichtigen Hafen Omana (wahrscheinlich das heutige Umm al-Qaiwain). Perlentaucherei war schon seit früheren Zeiten ein wichtiger Erwerbszweig. Große Messen wurden u. a. in Dibba abgehalten, zu denen Kaufleute aus der Region und sogar China kamen.

## Frühislamische Zeit
Im Jahr 630 trafen Boten des Propheten Mohammed aus Mekka ein und konvertierten die einheimischen Stämme zum Islam. Nach dem Tode Mohammeds 632 folgte eine Aufkündigung des Bündnisses und dementsprechende Loslösung von der neuen Religion. Die Entscheidungsschlacht der anschließenden Ridda-Kriege fand in Dibba statt und resultierte in der Niederlage der abtrünnigen Nichtmuslime und dem endgültigen Triumph des Islams auf der Arabischen Halbinsel.
Im Jahr 637 war Julfar (heute Ra’s al-Chaima) einer der Ausgangsorte für die Invasion Persiens und entwickelte sich in den darauf folgenden Jahrhunderten zu einem reichen Hafen und Zentrum des Perlenhandels, dessen Daus den gesamten Indischen Ozean befuhren.
Im 7. Jahrhundert war die Küste unter dem Einfluss der Charidschiten. Vom 9. bis 11. Jahrhundert gehörte das Gebiet zum Staat der schiitischen Qarmaten.

## Portugiesische Kontrolle
Anfang des 16. Jahrhunderts kam das Gebiet unter direkten Einfluss des osmanischen Reiches, das jedoch bald von den Portugiesen vertrieben wurde, die am Golf Stützpunkte zur Sicherung der Handelsroute nach Indien bauten. Auf seiner Suche nach der „Gewürzroute“ nach Asien, die ihn schließlich nach Indien führte, war Vasco da Gama auf die Hilfe von Ahmad ibn Majid, einem Navigator und Kartographen aus Julfar, angewiesen.
Die Portugiesen kontrollierten den Persischen Golf, bis sie um 1650 von omanischen Stämmen vertrieben wurden.

## Von der „Piraten“- zur „Vertragsküste“

Flagge des Vertragsomans

1747 ließen sich die Beduinen der Qawasim an der südlichen Golfküste nieder und nutzten das Machtvakuum am Golf, um nicht nur Perlenfischerei zu betreiben, sondern auch Piraterie gegen die Handelsschifffahrt, was zur Bezeichnung „Piratenküste“ führte. Zentren waren die Häfen Schardscha und Ra’s al-Chaima. Um 1780 war die Macht der Qawasim so stark gewachsen, dass sie eine Flotte von 60 Schiffen mit 20.000 Seeleuten mustern konnten, damit auch große Teile der persischen Golfküste beherrschten und den Handel Omans bedrohten. Gegenangriffe Omans blieben erfolglos. Da die Piraterie auch den Indienhandel bedrohte, unternahm Großbritannien zwischen 1806 und 1819 mehrere Strafexpeditionen, die 1820 in einem Friedensvertrag mit allen Emiraten kulminierten. Es gab danach immer wieder Angriffe auf Handelsschiffe, bis es 1853 zu einer Erklärung eines „ewigen Seefriedens“ kam. Sukzessive wurden die Emirate zu britischen Protektoraten, und als Vertragsoman, „Vertragsstaaten“, „Befriedetes Oman“ oder „Vertragsküste“ (engl. Trucial States) bezeichnet.
Der Vertrag von 1892 zwischen Großbritannien und einer Reihe von Golfemiraten zementierte das enge Verhältnis und legte fest, dass ohne britischen Zustimmung die Scheichs kein Territorium veräußern oder Beziehungen mit anderen Staaten eingehen durften. Im Gegenzug gelobte Großbritannien, die „Vertragsküste“ gegen Angriffe von See und Land zu beschützen.
Dennoch kam es mehrfach zu politischen Veränderungen und neuen Grenzen: 1869 spaltete sich die Macht der Qawasim in die zwei Emirate Schardscha und Ra’s al-Chaima auf, 1902 fielen auch Fudschaira und Kalba von Schardscha ab. Das Mitte der 1920er und Anfang der 1930er Jahre vor allem von Fudschaira immer wieder angegriffene Kalba wurde 1936 offiziell ein eigenständiges Emirat der Vertragsstaaten. Währenddessen führte Dubai 1940 Krieg gegen Schardscha und 1945–1948 gegen Abu Dhabi. Auch zwischen Fudschaira und Ra’s al-Chaima kam es zu Grenzkonflikten. Kalba und Dibba wurden 1951 Schardscha wieder angegliedert. Nach außen kam es 1952–1955 zu Konflikten der Vertragsstaaten mit Saudi-Arabien (Oase al-Buraimi) und 1957–1959 mit Inner-Oman. Erst zwischen 1963 und 1969 wurden die Grenzen zwischen den Emiraten von der britischen Schutzmacht mehr oder weniger verbindlich festgelegt.

## Der Aufstieg und Fall der Perlenindustrie

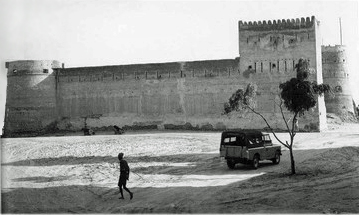
Die Al-Fahidi-Festung in Dubai um 1959

Ende des 18. Jahrhunderts siedelte die Familie Al Nahyan aus dem Banu Yas-Stamm von der Inlandoase Liwa nach Abu Dhabi (gegründet 1761), das sich zu einem wichtigen Zentrum der Perlenfischerei entwickelt hatte. Ein paar Jahrzehnte danach migrierte ein weiterer Zweig der Banu Yas nordwärts und gründete 1833 Dubai, das neben Perlenfischerei zu einem bedeutenden Handelsplatz wurde. Perlen waren bis weit in das 20. Jahrhundert einer der wichtigsten Erwerbszweige. Die Weltwirtschaftskrise 1929 und die Verbreitung von billigeren Zuchtperlen aus Japan führten zum Niedergang der Perlenindustrie am Golf.

## Ölboom
Anfang der 1930er Jahre bekamen die ersten Ölfirmen Konzessionen, um auf dem Gebiet der „Trucial States“ Bohrungen durchzuführen. Anfang der 1960er Jahre wurde Öl in großem Umfang gefunden und 1962 wurde die erste Schiffsladung von Abu Dhabi exportiert. 
Anders als sein Vorgänger nutzte ab 1966 Scheich Zayid bin Sultan Al Nahyan von Abu Dhabi die steigenden Einnahmen aus der Erdölförderung für ein umfangreiches Entwicklungsprogramm, von dem auch die ärmeren Nachbaremirate profitierten. Nachdem 1969 Dubai auch begann, Öl zu exportieren, konnte Scheich Raschid bin Said Al Maktum, seit 1939 de facto Herrscher Dubais, den neuen Reichtum auch dazu nutzen, die Lebensqualität seines Volkes zu verbessern.

## Grenzziehung
Bei den Grenzstreitigkeiten Abu Dhabis mit Saudi-Arabien über die Al-Ain/Buraimi-Oase und den südlichen Grenzverlauf des Emirates half ab 1955 Großbritannien mit, den Disput beizulegen. Im Jahr 1974 wurde eine Vereinbarung zwischen den beiden Staaten getroffen, die diese Streitigkeiten beilegte. Allerdings wurde diese noch nicht von der VAE-Regierung ratifiziert und die saudische Regierung erkennt diese Vereinbarung bisher nicht an. Es existiert daher größtenteils eine de facto Grenze zwischen den Staaten. Der genaue Grenzverlauf spielte bisher aber keine große Rolle, da das Grenzgebiet aus Sandwüste besteht. Die Grenze zum Oman ist bis jetzt auch offiziell nicht festgelegt, aber die beiden Regierungen haben sich im Mai 1999 darauf geeinigt, die Grenze zu markieren.

## Scheich Zayid und die Union der Emirate

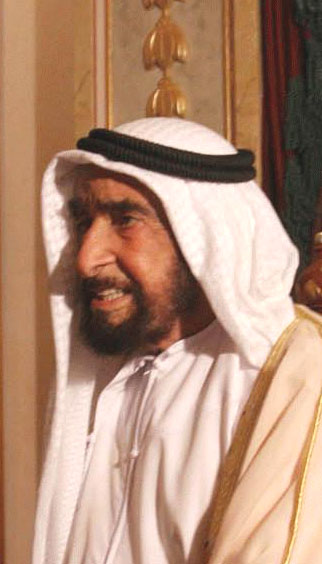
Zayid bin Sultan Al Nahyan

Von 1952 an hatte sich eine engere Zusammenarbeit der Emirate entwickelt, verstärkt nach dem Einsetzen der Erdölförderung. Im Laufe der 1960er Jahre verloren britische Ölfirmen zunehmend an Einfluss zugunsten von US-amerikanischen Unternehmen.
Das bereits bestehende britische Büro für Entwicklung wurde vom Trucial States Council, einem von den Herrschern der Emirate gegründeten Koordinierungsrat abgelöst, zu dessen Generalsekretär und Rechtsbeistand Adi Bitar, der Rechtsberater von Scheich Raschid bin Sa’id Al Maktum, ernannt wurde.
Großbritannien verkündete 1967 die „East of Suez“ Politik, wonach es sich bis Ende 1971 von seinen Militärbasen und anderen Verpflichtungen östlich des Suezkanals zurückziehen würde. Damit würden zum 31. Dezember 1971 auch die Schutzverträge mit den Gebieten am Persischen Golf – außer den Trucial States auch Bahrain und Katar – enden.
Die Herrscher von Abu Dhabi und Dubai beschlossen, ihre Emirate zu einer Union zusammenzuschließen, eine Verfassung ausarbeiten zu lassen (von Adi Bitar), und dann die Herrscher der anderen fünf Emirate einzuladen, der Union beizutreten.
Am 2. Dezember 1971 entließ Großbritannien die Trucial States in die Unabhängigkeit. Am selben Tag trafen sich die Herrscher von Abu Dhabi, Adschman, Fudschaira, Schardscha, Dubai und Umm al-Qaiwain und gründeten die Vereinigten Arabischen Emirate, mit Scheich Zayid bin Sultan Al Nahyan als Präsident, die eine Woche später, am 9. Dezember, den Vereinten Nationen beitraten. Am 11. Februar 1972 trat Ra’s al-Chaima als siebtes und letztes Emirat der ehemaligen Trucial States den VAE bei.

## Die Emirate seit der Unabhängigkeit (1971 bis heute)
1981 wurde mit Saudi-Arabien, Katar, Bahrain, Kuwait und Oman der Golf-Kooperationsrat gegründet. Nach der Annexion Kuwaits durch den Irak im August 1990 unterstützten die VAE die Maßnahmen der UNO zur Befreiung des Landes. Die Luftwaffenstützpunkte der VAE wurden während des zweiten Golfkriegs von den westlichen Alliierten als Ausgangspunkt für Militärschläge gegen den Irak genutzt. Mit den USA und Frankreich wurden 1994 bzw. 1995 Verteidigungsbündnisse geschlossen.
Die VAE unterstützen die US- und andere Koalitionsstreitkräfte in den Operationen in Afghanistan, wo die VAE auch eigene Truppen entsandt hat, im Irak und den Kampf gegen den Terror, vorwiegend vom Flugstützpunkt Al Dhafra Air Base.
Am 2. November 2004 starb der erste Präsident der VAE, Scheich Zayid bin Sultan Al Nahyan. Sein ältester Sohn, Scheich Chalifa bin Zayid Al Nahyan, folgte ihm auf den Thron als Herrscher von Abu Dhabi; außerdem wählte ihn der Oberste Herrscherrat gemäß der Verfassung zum Präsidenten der VAE. Scheich Muhammad bin Zayid Al Nahyan, ein Bruder Scheich Chalifas, wurde demgemäß Kronprinz von Abu Dhabi.
Im Januar 2006 starb Scheich Maktum bin Raschid Al Maktum, der Herrscher von Dubai und Premierminister der VAE, und sein Bruder, Kronprinz Scheich Muhammad bin Raschid Al Maktum, trat die Nachfolge an.